# 民院教育中心
民院教育中心（前稱香港民間學院）是香港一所民間教育機構，創立於2015年，由本土研究社成員陳劍青等策劃，開辦學術理論、城市研究等課程。創立目標是推動民間辦學及「民間學術社群」，嘗試在大學體制以外實踐知識自主，推動民間知識生產及學術討論。

## 被指無牌辦學事件
2017年3月，香港教育局執法表示收到投訴，向香港民間學院發出警告信，指學院違反《教育條例》，同時向多於8人授課而未注冊為學校，屬無牌辦學。可是，早在2014年，陳劍青曾向教育局查詢牌照事宜，當時的回覆指如不涉及中小學課程就毋須領牌。
接獲警告信後，香港民間學院一直租用教會、工會等本來備有教學牌照的場地進行流動教學。2019年4月，香港民間學院獲教育局正式發牌，改名為民院教育中心，於旺角復課。